# Casinaria mythologica
Casinaria mythologica är en stekelart som beskrevs av Jerman och Ian D. Gauld 1988. Casinaria mythologica ingår i släktet Casinaria och familjen brokparasitsteklar. Inga underarter finns listade.